# أريغارون بسيط
أريغارون بسيط (الاسم العلمي:Erigeron modestus) هو نوع من النباتات يتبع جنس الأريغارون من الفصيلة النجمية.